# Ілля Гілілов
Ілля Гілілов (рос. Гилилов Илья Михайлович також Ілля Менделевич 16 лютого, 1924, Вітебськ — 26 березня, 2007, Москва) — літературознавець, дослідник творчості В. Шекспіра і англійської літератури 16-17 ст. Науковий секретар Шекспірівської комісії Російської Академії наук (1989—1999 рр.)

## Життєпис
Народився в місті Вітебськ. Походив з родини ремісника єврея. Родина перебралась на житло у Москву. Не встиг закінчити останні класи у школі. Працював по комсомольській мобілізації на будівництві захисних споруд навколо Москви у 1941 р. Працював на оборонному заводі, закінчив пришвидшені курси у гірничо-металургійному технікумі. 1942 року був призваний до лав армії. Брав участь у військових операціях Другого і Четвертого українського фронту. Був командиром підрозділу гвардійського мінометного полку. У повоєнний період був кадровим військовим і закінчив у той час останні класи школи та історичний факультет Челябінського педагогічного інституту. Демобілізувався із армії 1954 року. Заочно навчався у Всесоюзному інституті радянської торгівлі. Гілілов багато займався самоосвітою і працював у найкращих столичних бібліотеках. Прийшов до вивчення літератури минулих століть, зацікавився англійською літературою 16-17 ст. і «шекспірівським питанням».
Зустріч із російським шекспірологом Олександром Анікстом (1910—1988) стала для Іллі Гілілова доленосною. Доктор мистецтвознавства Анікст високо оцінив здібності і відданість шекспірівській темі Іллі Гілілова і зробив того власним помічником, не розділяючи при тому усіх висновків свого помічника.
Гілілов був одружений з 1954 року.
Помер у Москві.

## Шекспірівське питання
«Це якась прекрасна таємниця, я кожен день жахаюсь, що її розкриють і тоді, давши спокій псевдоніму, ми вчитаємося в життя автоніма, підніметься завіса, і ми дізнаємося, можливо, про найфантастичнішу п'єсу з тридцяти семи шекспірівського канону» — захоплено писав колись Чарльз Діккенс.
«Шекспірівське питання» виникло як популярна і літературознавча проблема в Західній Європі. Воно стартувало в середині 19 століття. Шекспірівські драми набули престижу вже у 18 столітті, бо були явищем театральної культури, монополізованої на той час культурою аристократичною, елітною. Вже тоді пожвавились як інтерес до особи автора, так і нестримне бажання переробити його п'єси, бо аристократичну публіку не влаштовували то відверта травматичність його кінечних сцен, то неприхована еротика тощо. Відома переробка 18 століття кінечної сцени п'єси «Ромео і Джульєта», де головні персонажі трагедії не гинуть, а наче за задумом ченця і духівника Лоренцо одружуються і їх весілля (!) припиняє криваве протистояння і ворожість двох веронських родин. Драмами Шекспіра, підправленими цензурою, замучили театральних глядачів доби королеви Вікторії, про що з гіркотою писав Бернард Шоу…
Актор лондонського театру «Глобус» Шекспер (так прочитується його прізвище англійською) народився у місті Стретфорд. Граф Роджер Меннерс (аристократичний претендент на авторство) походив з замку-палацу Бівер у маленькому графстві Ретлендшир неподалік Пітерборо і Бірмінгема. Звідси два протилежні табори прихильників авторства — «стретфордіанці» та «антистретфордіанці». У СРСР проблема була загострена ще на роках створення СРСР. Антистретфордіанцем був міністр (тоді народний комісар) Анатолій Луначарський (1875—1933), сам причетна людина до театру, хоча й не така високообдарована. Луначарський активно-войовничо доводив, що Шекспір не міг мати простого походження і досить систематично приводив усі головні тези «антистретфордіанців»-науковців світу.
«Шекспірівське питання» у СРСР було закрите для науковців і аматорів втручанням Сталіна, «найкращого мовознавця» в країні і «друга фізкультурників», прихильника доктрини, що кожна кухарка може правити державою. Згідно з державним мовознавцем Шекспір міг були тільки простого походження (тільки «стретфордіанцем») і, як оголосили у популярних статтях, лише кухарці пасував сторож коней біля театру «Глобус», що у вільні часи створив «Ромео і Джульєту», «Гамлета», «Короля Ліра», а при необхідності грав на сцені тінь батька Гамлета чи якусь театральну дрібницю тощо.
«Шекспірівське питання» у СРСР відродили наприкінці 20 століття, коли активно передивились авторитети і «друга фізкультурників», і не тільки його. Серед перевідкривачів «шекспірівського питання» опинився і Ілля Гілілов, що не позиціонував себе відверто ні «стретфордіанцем» і ні «антистретфордіанцем». Стороння позиція надавала йому можливість аналізувати ситуацію незалежно від доказів обох таборів, а шукати нові факти. І ці факти Ілля Гілілов знайшов. Вислід оприлюднений у книзі «Гра про Вільяма Шекспіра» та у низці статей.

## Твір Гілілова «Гра про Вільяма Шекспіра або Таємниця великого Фенікса»
Книга Іллі Гілілова (літературознавця, а не творця популярних детективів) досить швидко після першого видання (1997 р.) була чотири рази перевидана російською і згодом перекладена на декілька іноземних мов, серед котрих і англійську.